# بين فوكس
بين فوكس (1 فبراير 1998 في المملكة المتحدة - ) (بالإنجليزية: Ben Fox)‏ هو لاعب كرة قدم بريطاني في مركز الوسط.

## وصلات خارجية
- بين فوكس على موقع قاعدة بيانات كرة القدم.إي يو (الإنجليزية)
- بين فوكس على موقع Soccerbase.com (لاعب) (الإنجليزية)
- بين فوكس على موقع Soccerway.com (الإنجليزية)